# برونر (میزوری)
برونر (به انگلیسی: Bruner) یک منطقهٔ مسکونی در ایالات متحده آمریکا است که در میزوری واقع شده‌است. برونر ۴۴۶ متر بالاتر از سطح دریا واقع شده‌است.